# 1499 w polityce
Wydarzenia polityczne w 1499 roku.

## Wydarzenia
- 6 maja i 24 lipca zawarcie Unii krakowsko-wileńskiej.
- 23 listopada – Perkin Warbeck zostaje powieszony w Londynie[1].

## Urodzili się
- 31 marca – Giovanni Angelo Medici, późniejszy papież Pius IV[2].

## Zmarli
- 9 stycznia – Jan Cicero, elektor brandenburski.
- 25 grudnia – Stefan Zápolya, palatyn Węgier.